# 道场山祈年题记
道场山祈年题记是浙江省湖州市吴兴区境内的一处元代石刻，位于吴兴区道场山万寿寺东侧的葛家坞。石刻主体内容为达鲁花赤祈求丰年，为当地罕见的有确切元代纪年的文物，在浙江省内填补了相关文物的空白。道场山祈年题记于2017年1月13日成为浙江省文物保护单位，2019年10月7日成为第八批全国重点文物保护单位。

## 形制
题记刻石宽2.9米，高3.6米，最厚处约1.26米。石刻字体为楷书，保存较好，字迹清晰，为难得的元代书法作品，红漆为后人涂写，周边另有三处小石刻。题记由谢德懋刻于元顺帝至元五年（1339年），内容为

至元再紀元之五年已卯春二月二十有二日辛亥，湖州路達魯花赤曩加䚟以春氣既和，農耕斯始，禱於道場山，為民祈年也。禮諸侯祭境內山川。今郡守長，古諸侯也，禱以時而祭不逾禮，得其職焉。是日，公馬行至城南玉湖之上。天方曙望，山顛浮圖屹立天半，有光如日輸出於其表，升降凡三見。既禱，乃與其所睹語判官程從善照磨鄭一鹗且俾推官何貞立記之，長老德煇將刻諸崖石井為書，而授之鐫者云。 謝德懋鐫。